# Pseudoglauia terrea
Pseudoglauia terrea is een rechtvleugelig insect uit de familie Pamphagidae. De wetenschappelijke naam van deze soort is voor het eerst geldig gepubliceerd in 1912 door Bolívar.